# Jean Deuve
Le colonel Jean Deuve, né le 6 mars 1918 à Granville dans la Manche et mort le 1er décembre 2008 dans la même ville, est un militaire, officier de renseignement et écrivain français, auteur de nombreux ouvrages sur le Laos, où il a passé vingt ans, notamment en tant que chef de poste du Service de documentation extérieure et de contre-espionnage (actuelle DGSE).

## Biographie
Jean Deuve est le fils du capitaine de vaisseau François Deuve (1892-1959) et de Geneviève Le Monnier de Gouville (1894-1980). Il descend entre autres par sa mère du docteur en médecine et maire d'Asnelles Théodore Labbey (1804-1873), du député de la Manche Pierre Yver (1768-1826), du Général Dagobert (1736-1794), etc.
Marqué à vie par le scoutisme (chevalier de France, à Brest), Jean Deuve participe à la Seconde Guerre mondiale en tant qu'officier après avoir fait les EOR (élève officier de réserve) et avoir été affecté à un régiment d'infanterie coloniale à Caen. Blessé près de Sedan lors de la campagne de France, il est ensuite affecté au Niger, puis il rejoint en Inde dès 1943 une unité spéciale placée sous commandement britannique, la Force 136 du Special Operations Executive, chargée par le haut commandement allié, sous les ordres de Lord Louis Mountbatten, des opérations clandestines dans les territoires du sud-est asiatique contrôlés par les Japonais, alors les maîtres absolus de toute l’Asie du Sud-Est, tant continentale qu’insulaire.
Cette unité d’élite fit sauter, entre autres, le pont de la rivière Kwai, action immortalisée par Le Pont de la rivière Kwaï roman de Pierre Boulle et surtout par film de David Lean qui en fut tiré.
Son parachutage, avec neuf autres membres de la Force 136, dans la nuit du 21 au 22 janvier 1945 dans la province Nord du Laos, à Paksane, est simultanément un saut dans vingt ans d'intrigues politiques laotiennes et de manœuvres diplomatiques régionales et internationales.
D'abord chef d'un groupement de guérilla anti-japonais, puis chef de service de renseignements, directeur de la police lao, conseiller politique du premier ministre du royaume jusqu'en 1964, puis plus tard membre de plusieurs unités de recherche associées au CNRS et à l'École pratique des hautes études, Jean Deuve est un témoin exceptionnel de l'histoire du Laos.
En 1960, il est l'instigateur du coup d'État du capitaine Kong Lê[réf. nécessaire].
De 1965 à 1968, Jean Deuve est chef de poste du Service de documentation extérieure et de contre-espionnage (SDECE) au Japon sous couverture d’attaché militaire. En 1969 il revient en France et est affecté à la Direction générale de ce service avec le grade de colonel. Il est alors responsable des pays de l'Est, de l'Asie et de l'Océanie. De 1974 à 1978, il est haut fonctionnaire, directeur de l'ensemble de la recherche du renseignement et de toutes les infrastructures du SDECE à l'étranger.
Après 1979 et jusqu'à son décès en 2008, il se consacre à la rédaction d'une quinzaine d'ouvrages et de nombreux articles dans des revues spécialisées sur l'histoire contemporaine du Laos et sur l'histoire médiévale du duché de Normandie. Spécialiste renommé des serpents d'Indochine, il est nommé Attaché au Muséum national d'histoire naturelle.
En 1991, pour Les services secrets normands, paru chez Corlet, Jean Deuve a reçu le prix Guillaume-le-Conquérant de la Société des auteurs de Normandie.

## Œuvres et publications
- Les serpents du Laos, ORSTOM, Paris, 1970, 251 p.
- L'épopée des Normands d'Italie, Charles Corlet Éditions, 1995, 147 p.
- Les seigneurs de l'ombre : les services secrets normands au XIIe siècle, Corlet, 1995.
- La guerre des magiciens : l'intoxication alliée 1939-1944, Condé-sur-Noireau, Charles Corlet, 1995, 215 p..
- La Guerre secrète au Laos contre les communistes (1955-1964), Paris, L'Harmattan, 1995.
- Guérilla au Laos, Paris, L'Harmattan, coll. « Recherches asiatiques », 1997, 345 p. (ISBN 2-7384-4853-4).
- La Guerre des magiciens, Corlet, 2000
- Les Femmes normandes dans l'histoire du duché, Corlet, janvier 2002.
- Mirabelle agent secret, Condé-sur-Noireau, Corlet, 2002, 255 p..
- Le Royaume du Laos 1949-1965 : Histoire événementielle de l'indépendance à la guerre américaine, L'Harmattan, coll. « Recherches asiatiques », 2003 (ISBN 2-7475-4391-9).
- Le Service de renseignement des Forces françaises au Laos, Paris, L'Harmattan, 2000, 216 p..
- Histoire secrète des stratagèmes de la Seconde Guerre mondiale, Nouveau Monde, février 2008.
- David Smiley, Au cœur de l’action clandestine des Commandos du MI 6, L’Esprit des Lettres, 2008Dernière contribution de Jean Deuve : compte rendu de lecture des mémoires du colonel David Smiley publié dans la revue Guerres mondiales et conflits contemporains, no 233, mars 2009, Presses universitaires de France  (ISBN 978-2-13-057257-2).
- Les services secrets normands au Moyen Âge, Condé-sur-Noireau, Éditions Charles Corlet, 2015, 605 p.

## Décorations
- Officier de la Légion d'honneur,
- Commandeur de l'ordre national du Mérite,
- Croix de guerre 1939-1945,
- Croix de guerre des Théâtres d'opérations extérieurs,
- Médaille de la Résistance française avec rosette, (décret du 30/12/1947, sous-lieutenant)
- Croix du combattant
- Croix militaire
- Médaille commémorative de la guerre 1939-1945
- Insigne des blessés militaires
- Commandeur de l'Ordre du Million d’Éléphants et du Parasol blanc (Laos)
- Officier du Mérite civique du royaume du Laos.
- Médaille de la résistance franco-laotienne

### Sur Jean Deuve
: document utilisé comme source pour la rédaction de cet article.
- Biographie détaillée avec photographies.
- Thierry de Resbecq, Jean Deuve (1918-2008), spécialiste des Serpents du Laos. Biographie et bibliographie des travaux naturalistes, publiées dans le Bulletin de la Société Herpétologique de France, 2009, no 129. Suivies de Les collections herpétologiques de Jean Deuve, par Patrick David.
- Christophe Carichon (préf. Alexandre Lalanne-Berdouticq), Jean Deuve, Artège, 2012, 304 p. (ISBN 9782360401031, présentation en ligne)Prix Armée et Défense 2013 de l'Union nationale des officiers de réserve qui bénéficie du soutien du Ministère de la Défense
- Fonds Deuve déposé au Service des Archives et de la documentation du Mémorial de Caen.

#### Nécrologies
- Christophe Carichon, « Scout, officier, chercheur : Jean Deuve », Citadelle de l’espérance, no 71, mars 2009.
- Nécrologie rédigée par Pierre Le Roux, ethnologue, sur le site Réseau Asie.
- Nécrologie, avec photographie, publiée dans le journal Ouest-France.

### Sur la Force 136
- Jean Morillon, Un Breton en Indochine : Mission Oiseau mouche, Le Coudray-Macouard, Cheminements, coll. « Gens d'ici », 2000, 191 p. (ISBN 978-2-844-78106-2, lire en ligne). Jean Le Morillon, officier du BCRA, de la Force 136 puis de la DGSE, parachuté au Laos en 1945.
- Bob Maloubier et Jean-Marie Fitère, Plonge dans l'or noir, espion, Paris, Editions R. Laffont, coll. « Vécu », 1986, 412 p. (ISBN 2-221-04722-2).
- (fr) Claude Faure, Aux Services de la République, du BCRA à la DGSE, Fayard, 2004.
- (en) David Smiley, Irregular Regular, Norwich, Michael Russell, 1994.Mémoires d'un officier du SOE en Albanie en 1943-44 puis du SOE en Asie du Sud-Est et enfin du MI6 après guerre (Pologne, Albanie, Oman, Yémen).
  - David Smiley (trad. Thierry Le Breton), Au cœur de l'action clandestine des commandos au MI6, Sceaux, L'Esprit du livre éd, coll. « Histoire & mémoires combattantes », 2008, 344 p. (ISBN 978-2-915-96027-3).